# 湾の一覧
湾の一覧（わんのいちらん）は、世界の湾の一覧である。

## アジア
- アカバ湾
- アデン湾
- オマーン湾
- タイランド湾（シャム湾）
- トンキン湾
- ハイファ湾
- ファマグスタ湾
- ペルシア湾
- ベンガル湾

### インド
- カッチ湾
- カンベイ湾
- カンバート湾
- マンナール湾

### インドネシア
- タナメラ湾
- チェンデラワシ湾
- トミニ湾
- トロ湾
- ビントゥニ湾
- ボネ湾

### クウェート
- クウェート湾

### 大韓民国
- 京畿湾
- 牙山湾
- 甘川湾
- 迎日湾
- 宝城湾

### 台湾
- 西子湾
- 蜜月湾

### 朝鮮民主主義人民共和国
- 西朝鮮湾
- 東朝鮮湾

### 中華人民共和国
- 亜龍湾
- 杭州湾
- 膠州湾
- 三亜湾
- 大東海
- 大連湾
- 大亜湾
- 渤海
  - 遼東湾
  - 渤海湾
  - 莱州湾

#### 香港
- 将軍澳
- 筲箕湾
- 東涌湾
- 土瓜湾
- 吐露港
- 銅鑼湾
- レパルスベイ

### トルクメニスタン
- カラ・ボガス・ゴル湾

### トルコ
- イスケンデルン湾
- ハリーチ湾（金角湾）

### 日本

#### 北海道
- 宗谷湾
- 根室湾
  - 野付湾
- 落石湾
- 浜中湾
- 琵琶瀬湾
- 厚岸湾
- 内浦湾（噴火湾）
  - 有珠湾
- 函館湾
- 松前湾
- 寿都湾
- 石狩湾
  - 余市湾
  - 忍路湾

#### 本州
- 三厩湾
- 陸奥湾
  - 野辺地湾
  - 青森湾
  - 大湊湾
    - 芦崎湾

  - 小湊湾
- 久慈湾
- 野田湾
- 宮古湾
- 山田湾
- 船越湾
- 大槌湾
- 両石湾
- 釜石湾
- 佐須湾
- 唐丹湾
- 吉浜湾
- 越喜来湾
- 綾里湾
- 大船渡湾
- 門之浜湾
- 大野湾
- 広田湾
- 気仙沼湾
- 小泉湾
- 伊里前湾
- 志津川湾
- 追波湾
  - 名振湾
    - 船越湾
- 雄勝湾
- 御前湾
- 女川湾
  - 五部浦湾
- 鮫浦湾
- 仙台湾
  - 石巻湾
    - 荻浜湾
    - 野蒜湾

  - 松島湾
    - 塩釜湾
- 網代湾
- 勝浦湾
- 内浦湾
- 東京湾
  - 館山湾
  - 富浦湾
  - 根岸湾
  - 長浦湾
  - 金田湾
- 江奈湾
- 毘沙門湾
- 宮川湾
- 相模湾
  - 諸磯湾
    - 油壺湾

  - 小網代湾
  - 漆山湾
  - 新宿湾
  - 屋形湾
  - 小田和湾
- 駿河湾
  - 江浦湾
  - 内浦湾
  - 折戸湾
- 三河湾
  - 渥美湾
    - 田原湾

  - 知多湾
- 伊勢湾
  - 生浦湾
- 的矢湾
- 英虞湾
- 五ヶ所湾
- 贄湾
- 神前湾
- 古和浦湾
- 錦湾
- 熊野湾
- 尾鷲湾
- 賀田湾
- 二木島湾
- 新鹿湾
- 勝浦湾
  - 那智湾
  - 森浦湾
  - 太地湾
- 田辺湾
  - 池田湾
  - 内ノ浦湾
  - 跡之浦湾
- 比井湾
- 湯浅湾
  - 唐尾湾
- 和歌山湾
  - 和歌浦湾
    - 海南湾（黒江湾）
- 加太湾
- 深山湾
- 大阪湾
- 相生湾
- 坂越湾
- 片上湾
- 虫明湾
- 錦海湾
- 児島湾
- 松永湾
- 三津湾
- 三津口湾
- 広島湾
- 笠戸湾
- 徳山湾
- 大海湾
- 秋穂湾
- 山口湾
- 油谷湾
- 深川湾
- 仙崎湾
- 須佐湾
- 十六島湾
- 千酌湾
- 菅浦湾
- 片江湾
- 玉結湾
- 七瀬湾
- 美保湾
- 津居山湾
- 久美浜湾
- 若狭湾
  - 伊根湾
  - 宮津湾
  - 栗田湾
  - 舞鶴湾
  - 内浦湾
  - 高浜湾
  - 小浜湾
  - 矢代湾
  - 世久見湾
  - 美浜湾
  - 敦賀湾
    - 浦底湾
- 皆月湾
- 飯田湾
- 九十九湾
- 七尾湾
  - 七尾北湾
  - 七尾西湾
  - 七尾南湾
- 富山湾
- 戸賀湾

#### 四国
- 日出湾
- 小松島湾
- 橘湾
  - 大潟湾
- 浅川湾
- 那佐湾
- 土佐湾
  - 浦戸湾
  - 宇佐湾
    - 浦ノ内湾

  - 野見湾
  - 須崎湾
  - 久礼湾
  - 小室湾
- 宿毛湾
  - 日土湾
- 北難湾
- 宇和島湾
  - 法花津湾
- 由良湾
- 堀江湾
- 小部湾
- 詫間湾
- 志度湾
- 小田湾
- 津田湾

#### 九州
- 別府湾
  - 守江湾（杵築湾）
- 臼杵湾
- 津久見湾
- 佐伯湾
- 米水津湾
- 入津湾
  - 河内湾
  - 西浦湾
- 元猿湾
- 蒲江湾
- 小蒲江湾
- 猪串湾
- 名護屋湾
- 須怒江湾
- 門川湾
- 志布志湾
  - 内之浦湾
- 鹿児島湾（錦江湾）
  - 山川湾
- 久志湾
- 秋目湾
- 袋湾
- 津奈木湾
- 島原湾
  - 諫早湾
- 橘湾
- 長崎湾
- 佐世保湾
- 大村湾
  - 形上湾
- 江迎湾
- 生向湾
- 伊万里湾
- 仮屋湾
- 唐津湾
  - 船越湾
  - 引津湾
- 博多湾（福岡湾）
  - 今津湾
- 洞海湾

#### 南西諸島（鹿児島・沖縄）
奄美大島
- 笠利湾
- 住用湾
- 伊須湾
- 篠川湾
- 久慈湾
- 焼内湾
- 思勝湾

加計呂麻島
- 薩川湾
- 諸鈍湾
- 伊子茂湾

沖縄島
- 平良湾
- 慶佐次湾（有銘湾）
- 大浦湾
- 金武湾
- 中城湾
- 名護湾
- 塩屋湾

宮古島
- 入江湾
- 与那覇湾
- 大浦湾

石垣島
- 宮良湾
- 名蔵湾
- 崎枝湾
- 川平湾
- 浦底湾
- 伊原間湾

西表島
- 鹿川湾
- 崎山湾
- 網取湾
- 舟浮湾

#### 北方領土
択捉島
- 茂世路湾
- 小田萌湾
- 単冠湾
- 丹根萌湾
- 萌消湾
- 内保湾
- 宇多須都湾
- 留別湾
- ナヨカ湾

国後島
- 白糠湾
- 古釜布湾
- 泊湾

色丹島
- 松ヶ浜湾
- 穴澗湾

#### 伊豆・小笠原諸島
式根島
- 御釜湾

神津島
- 多幸湾
- 三浦湾
- 沢尻湾
- 名組湾

八丈島
- 垂戸湾

兄島
- 滝乃浦湾

父島
- 巽湾
- 円縁湾

母島
- 大崩湾
- 東崎湾
- 猪熊湾

#### その他
礼文島
- 船泊湾

利尻島
- 鴛泊湾

奥尻島
- 青苗湾

佐渡島
- 両津湾
- 大石湾
- 真野湾

隠岐の島（島後）
- 西郷湾

西ノ島
- 浦郷湾

中ノ島
- 諏訪湾

小豆島
- 坂手湾
- 内海湾
- 池田湾

江田島
- 江田島湾
- 大原湾
- 切串湾

興居島
- 由良湾

屋代島
- 安下庄湾

対馬
- 泉湾
- 津和湾
- 舟志湾
- 大漁湾
- 三浦湾
- 豆酘湾
- 浅茅湾
  - 濃部浅茅湾
  - 仁位浅茅湾
- 三根湾
- 仁田湾
  - 鹿見湾
- 佐須奈湾
- 大浦湾

壱岐島
- 梅津湾
- 宇土湾
- 半城湾
- 湯本湾
  - 唐船湾
  - 片苗湾

的山大島
- 的山湾
- 神浦湾
- 大根坂湾

平戸島
- 木ヶ津湾
- 志々伎湾
- 古江湾
- 薄香湾

中通島
- 有川湾
- 道土井湾
- 奈摩湾

奈留島
- 相ノ浦湾
- 船廻湾
- 東風泊湾
- 大串湾

久賀島
- 久賀湾

福江島
- 戸岐湾
- 奥浦湾
- 富江湾
- 玉之浦湾

天草下島
- 宮野河内湾
- 深海湾
- 羊角湾
- 富岡湾

上甑島
- 浦内湾

下甑島
- 長浜湾
- 手打湾

### フィリピン
- アルバイ湾
- イリガン湾
  - パンキル湾
- オルモック湾
- サンペドロ湾 (フィリピン)
- サン・ミゲル湾 (フィリピン)
- スービック湾
- バタンガス湾
- パンキル湾
- マニラ湾
- モロ湾
- リンガエン湾
- レイテ湾

### ベトナム
- カムラン湾
- ハロン湾

## ヨーロッパ
- カーディガン湾（英語版）
- キール湾
- サンマロ湾
- セーヌ湾（英語版）
- チングディ湾
- フィンランド湾
  - ヴィボルグ湾
- ビスケー湾
- ヘルゴラント湾
- ボスニア湾
- ポメラニア湾
- リューベック湾
- リオン湾
- リガ湾

### アイスランド
- バッカ湾
- ファクサ湾
- フーナ湾

### アイルランド
- ゴールウェイ湾

### イタリア
アジナーラ湾
- ヴェネツィア湾
- サレルノ湾
- ジェノヴァ湾
  - トリエステ湾
    - ピラン湾
- ターラント湾
- ナポリ湾

### イギリス
- ソルウェー湾

#### スコットランド
- クライド湾
- テイ湾
- フォース湾
- マレー湾

### ギリシャ
- アンヴラキコス湾
- コリンティアコス湾
- サロニコス湾
- テルマイコス湾
- パガシティコス湾
- パトラ湾
- メッシニアコス湾

### スペイン
- カディス湾 (小)
- サンタンデール湾
- パルマ湾
- バレンシア湾
- ロザス湾

### デンマーク
- メクレンブルク湾

#### グリーンランド
- ディスコ湾
- バフィン湾
- メルビル湾

### ノルウェー
- オスロ・フィヨルド
- ボッレ湾

### フランス
- ブルニューフ湾
- ポルト湾
- モルビアン湾

### モンテネグロ
- コトル湾

## ロシア
- 亜庭湾
- アバチャ湾
- アナディリ湾
- ウダ湾
- オネガ湾
- オビ湾
  - タゾフスカヤ湾
- サハリン湾
- シェレホワ湾
- 多来加湾
- トゥグル湾
- チハチョーフ湾
- 白海
- ハタンガ湾
- ピョートル大帝湾
  - 金角湾 (ウラジオストク)
  - ナホトカ湾
  - ポシェト湾

## アフリカ
- ギニア湾
- スエズ湾
- スペケ湾
- セントヘレナ湾
- タジュラ湾
- ベニン湾
- ボニー湾

### エジプト
- アブキール湾

### チュニジア
- ガベス湾
- チュニス湾
- ハンマメット湾

### ナミビア
- リューデリッツ湾

### モザンビーク
- マプト湾

### リビア
- シドラ湾

## 北アメリカ
- アッパーニューヨーク湾
- アムンゼン湾
- アラスカ湾
- アンガヴァ湾
- カリフォルニア湾
- グアカナヤボ湾
- グァンタナモ湾
- クイーン・モード湾 (カナダ)
- クック湾
- グリーン湾
- グレイシャー湾
- ケープコッド湾
- コロネーション湾
- サンタカタリナ湾
- サンフランシスコ湾
- サンペドロ湾
- ジョージア湾
- セントローレンス湾
- チェサピーク湾
- デラウェア湾
- ナラガンセット湾
- ノートン湾
- バザーズ湾
- バタバノ湾
- ハドソン湾
  - ジェームズ湾
- パナマ湾
- バフィン湾
- ハミルトン湾
- ピュージェット湾
- ファンディ湾
- フォックス湾
- ブーシア湾
- ブリストル湾
- フロビッシャー湾
- ホンジュラス湾
- マサチューセッツ湾
- メイン湾
  - カスコ湾
- メキシコ湾
  - ガルヴェストン湾
  - カンペチェ湾
  - マタゴルダ湾
- リツヤ湾
- ロワーニューヨーク湾
- ロングアイランド湾

## 南アメリカ
- グァナバーラ湾
- グアヤキル湾
- サンボロンボン湾
- サンホルヘ湾
- ベネズエラ湾

## オセアニア

### オーストラリア
- アドベンチャー湾（タスマニア）
- エンカウンター湾
- カーペンタリア湾
- グレートオーストラリア湾
- シャーク湾
- ジャービス湾
- ジョセフ・ボナパルト湾
- セントビンセント湾
- バサースト湾（タスマニア）
- ポート・ジャクソン湾
- ポートフィリップ湾
  - コライオ湾
- ボタニー湾
- モートン湾

### その他オセアニア
- アガニア湾（グアム）
- カンタベリー湾（ニュージーランド）
- 真珠湾（ハワイ）
- タスマン湾（ニュージーランド）
- タラバオ湾（タヒチ島）
- ハナウマ湾（ハワイ）
- パプア湾（パプアニューギニア）
- ペガサス湾（ニュージーランド）
- ミルン湾（パプアニューギニア）
- ラウラウ湾（サイパン島）
- ワイメア・ベイ（ハワイ）

## 南極
- 大隈湾
- クイーン・モード湾 (サウスジョージア・サウスサンドウィッチ諸島)
- クジラ湾
- プライジュ湾
- ホープ湾
- リュツォ・ホルム湾